# Septimius Severus
Lucius Septimius Severus, cu numele întreg Lucius Septimius Severus Augustus, cunoscut în literatura de limbă română drept Septimiu Sever (n. 11 aprilie 146 d.Hr., Leptis Magna, Districtul Al Murgub, Libia – d. 4 februarie 211 d.Hr., Eboracum, Imperiul Roman) a fost împărat roman din 9 aprilie 193 până în 211. Cu el a început accederea la putere a provincialilor având ascendență neromană și dinastia Severilor, al căror eponim este. A fost singurul împărat născut în Provincia Africa.

## Biografie
Născut la Leptis Magna (în Provincia Africa), în Tripolitania, pe coasta mediterană a Libiei, într-o familie de cavaleri, cu origini berbere.
Dinspre mama sa, Fulvia Pia, este descendent al unor imigrați din Italia (Fulvii) căsătoriți probabil cu persoane de origine libiană · . Prin tatăl său, Publius Septimius Geta, este descendent al unei familii de origine libico-punică, și de cultură punică ·  ·  · , care obținuse cetățenia romană încă din secolul I. Cele două laturi ale familiei se compuneau din notabili, spre exemplu, bunicul său patern era prefect de Leptis Magna, înainte de a fi prim Duumvir, când cetatea a devenit colonie romană, sub Traian.
Urmează studii juridice la Roma, este admis în senat de Marcus Aurelius și cunoaște o strălucită carieră militar-administrativă.
Este guvernator al provinciei Africa (173-174), al Galliei (186-189), proconsul al Siciliei (189-190), consul sufect (190), apoi guvernator al Pannoniei Superior (191-193).

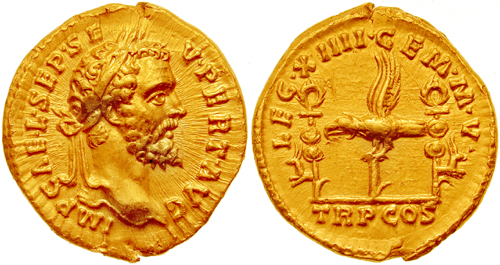
Aureus bătut sub Septimius Severus, în anul 193, la atelierul monetar de la Colonia Augusta Trevorum (azi Trier, în Germania) pentru a celebra Legiunea a XIV-a „Gemina Martia Victrix”, care l-a proclamat împărat; avers: IMP CAE L SEP SE-V PERT AVG,cap laureat, spre dreapta; revers: LEG XIIII GEM M V, în exergă: TR P COS; în centru: acvila legionară

La 9 aprilie 193 este proclamat împărat la Carnuntum de către legiunile de la Dunăre, la vestea asasinării lui Pertinax și a alegerii lui Didius Iulianus. Septimius pătrunde în Italia și, după moartea lui Didius Iulianus, este recunoscut de senatul din Roma (iunie 193). Reușește, în decurs de patru ani, să elimine toți candidații la tron și să instaureze un regim riguros autoritar. Căsătorit în 185 cu siriana Iulia Domna, el pune bazele dinastiei Severilor (193-235), prin ridicarea în 198 și 209 a celor doi fii ai săi, Caracalla și Geta, la rangul de auguști.
În timpul domniei sale, autoritatea imperială este întărită, atribuțiile senatului sunt drastic limitate. Transformă Mesopotamia în provincie romană (197-199); Dacia și Moesia cunosc și ele o remarcabilă înflorire economică și edilitară. În 203 este inaugurat cunoscutul arc de triumf al împăratului. Moare la Eboracum (astăzi York) la 4 februarie 211.